# Centrifuge
En centrifuge er en maskine som adskiller væsker med forskellig vægtfylde eller adskiller væske fra faste stoffer. Centripetalkraften anvendes som middel til adskillelsen. En overgang (før 1944) blev en centrifuge af sprogrensere kaldt en svingskumme.
Centrifugeprincippet udnyttes blandt andet i langt de fleste husstandsinstallerede vaskemaskiner for hurtig bortslyngning af en del af tøjets indhold af vaskevand.
De fleste centrifuger findes dog i industrien, hvor de primært adskiller væsker. En stor del af disse bruges på mejerier, hvor de adskiller fløde fra råmælk, men også forskningslaboratorier, olieraffinaderier og medicinalindustrien er afhængige af centrifugen til at behandle deres respektive produkter.